# 1993年NFLワイルドカードプレーオフ バッファロー・ビルズ対ヒューストン・オイラーズ
1993年NFLワイルドカードプレーオフ バッファロー・ビルズ対ヒューストン・オイラーズはNFLの1992年レギュラーシーズン終了後、1993年1月3日のワイルドカードプレーオフ、バッファロー・ビルズとヒューストン・オイラーズ（現テネシー・タイタンズ）の間で行われた試合。32点差というNFL史上最多得点差からの逆転劇であったため、アメリカのNFLファンの間では、「The Comeback（逆転）」という名称で知られている。2022年シーズン第15週にミネソタ・バイキングスがインディアナポリス・コルツを33点ビハインドから逆転勝利するまでNFL記録の逆転劇であった。
チケットがソールドアウトしなかった（80,000人収容のスタジアムは75,141人しか入らなかった。）ため、バッファロー地区ではブラックアウトが実施されて多くの地元ファンはゲームを見逃しラジオ放送のみ聞けることとなった。

## 背景
過去2シーズンを13勝3敗で終えてAFCチャンピオンとしてスーパーボウルに出場したバッファロー・ビルズはシーズン開幕から4連勝し平均得点は38点をあげたがその後オフェンスが振るわず7勝5敗と失速し11勝5敗のAFC東地区2位でシーズンを終えた。ビルズのノーハドルオフェンスはランオフェンスでリーグ1位の2436ヤード、トータルオフェンスでもリーグ2位の6114ヤードを稼いだ。
一方のヒューストン・オイラーズは10勝6敗のAFC中地区2位でシーズンを終え6シーズン連続のプレーオフ出場を決めた。ランアンドシュートオフェンス（4人のワイドレシーバーと1人のランニングバック、タイトエンドを用いないオフェンス）によるパスオフェンスはリーグ1位の4231ヤードを獲得、トータルディフェンスでは相手チームを4532ヤードに抑えてリーグ3位であった。またプロボウルには9人の選手（ムーンの他にギビンズ、ジェフリーズ、ダンカンの3人のワイドレシーバーなど）が選ばれた。
両者はレギュラーシーズン最終節にヒューストンで対戦しておりプロボウルに選出されたクォーターバック(QB)のウォーレン・ムーンが欠場し控えQBのコーディ・カールソンが先発したオイラーズが27-3でビルズを破った。この試合でビルズの先発QBのジム・ケリーは膝を負傷して退場（この負傷のためケリーはワイルドカードプレーオフ、ピッツバーグ・スティーラーズとのディビジョナル・プレーオフを欠場した。）、控えQBのフランク・ライクと交代した。レギュラーシーズンの成績が勝ったビルズの本拠地リッチ・スタジアムで両チームは2週連続戦うこととなった。

### ライクの過去の大逆転劇
ライクはメリーランド大学在学中の1984年にも大逆転劇を演じている。スタン・ゲルボウが先発し0-31とリードされたゲームに途中出場し42-40でマイアミ大学を破った。この時の相手QBはバーニー・コーザーである。

### NFLにおける過去の大逆転劇
この試合が行われる前の最多得点差からの逆転劇は1980年12月7日のサンフランシスコ・フォーティナイナーズがニューオーリンズ・セインツにハーフタイムで7-35と28点リードされたところからの逆転した試合である。フォーティナイナーズのヘッドコーチはビル・ウォルシュ、QBはジョー・モンタナであった。

## 試合
| \| 開始 \| 開始 \| 開始 \| ボール保持 \| ドライブ \| ドライブ \| TOP \| 結果 \| 得点内容 \| 得点内容 \| 得点内容 \| 得点 \| 得点 \| \| Q \| 時間 \| 地点 \| ボール保持 \| P \| yd \| TOP \| 結果 \| yd \| 得点者 \| PAT \| オイラーズ \| ビルズ \| \| ------------------------------------------------------------------------------------------------------------------------------- \| ------------------------------------------------------------------------------------------------------------------------------- \| ------------------------------------------------------------------------------------------------------------------------------- \| ------------------------------------------------------------------------------------------------------------------------------- \| ------------------------------------------------------------------------------------------------------------------------------- \| ------------------------------------------------------------------------------------------------------------------------------- \| ------------------------------------------------------------------------------------------------------------------------------- \| ------------------------------------------------------------------------------------------------------------------------------- \| ------------------------------------------------------------------------------------------------------------------------------- \| ------------------------------------------------------------------------------------------------------------------------------- \| ------------------------------------------------------------------------------------------------------------------------------- \| ---------- \| ------ \| \| 1 \| 15:00 \| 自陣20 \| オイラーズ \| 14 \| 80 \| 9:10 \| タッチダウン（パス） \| 3 \| ムーン→Jeffires \| キック成功 \| 7 \| 0 \| \| 1 \| 5:50 \| 自陣44 \| ビルズ \| 10 \| 38 \| 4:26 \| フィールドゴール成功 \| 36 \| Christie \| — \| 7 \| 3 \| \| 1 \| 1:24 \| 自陣20 \| オイラーズ \| 12 \| 80 \| 7:25 \| タッチダウン（パス） \| 7 \| ムーン→Slaughter \| キック成功 \| 14 \| 3 \| \| 2 \| 8:59 \| 自陣35 \| ビルズ \| 3 \| 4 \| 1:13 \| パント \| — \| — \| — \| — \| — \| \| 2 \| 7:46 \| 自陣33 \| オイラーズ \| 5 \| 67 \| 3:37 \| タッチダウン（パス） \| 26 \| ムーン→Duncan \| キック成功 \| 21 \| 3 \| \| 2 \| 4:09 \| 自陣29 \| ビルズ \| 12 \| 38 \| 2:54 \| 第4ダウン失敗 \| — \| — \| — \| — \| — \| \| 2 \| 1:15 \| 自陣33 \| オイラーズ \| 8 \| 67 \| 1:04 \| タッチダウン（パス） \| 27 \| ムーン→Jeffires \| キック成功 \| 28 \| 3 \| \| 2 \| 0:14 \| 自陣20 \| ビルズ \| 1 \| 4 \| 0:14 \| 前半終了 \| — \| — \| — \| — \| — \| \| 前半終了 \| \| \| \| \| \| \| \| \| \| \| \| \| \| 3 \| 15:00 \| 自陣36 \| ビルズ \| 3 \| 12 \| 1:41 \| インターセプトリターンTD \| 58 \| McDowell \| キック成功 \| 35 \| 3 \| \| 3 \| 13:19 \| 50 \| ビルズ \| 10 \| 50 \| 4:27 \| タッチダウン（ラン） \| 1 \| Davis \| キック成功 \| 35 \| 10 \| \| 3 \| 8:52 \| — \| — \| — \| — \| 0:06 \| オンサイドキック成功 \| — \| — \| — \| — \| — \| \| 3 \| 8:46 \| 自陣48 \| ビルズ \| 4 \| 52 \| 0:50 \| タッチダウン（パス） \| 38 \| ライク→Beebe \| キック成功 \| 35 \| 17 \| \| 3 \| 7:56 \| 自陣31 \| オイラーズ \| 3 \| 3 \| 1:55 \| パント \| — \| — \| — \| — \| — \| \| 3 \| 6:01 \| 自陣41 \| ビルズ \| 4 \| 59 \| 1:55 \| タッチダウン（パス） \| 26 \| ライク→Reed \| キック成功 \| 35 \| 24 \| \| 3 \| 4:21 \| 自陣20 \| オイラーズ \| 1 \| -5 \| 0:41 \| インターセプト \| — \| — \| — \| — \| — \| \| 3 \| 3:40 \| 敵陣23 \| ビルズ \| 4 \| 23 \| 1:40 \| タッチダウン（パス） \| 18 \| ライク→Reed \| キック成功 \| 35 \| 31 \| \| 3 \| 2:00 \| 自陣22 \| オイラーズ \| 5 \| 6 \| 1:47 \| パント \| — \| — \| — \| — \| — \| \| 3 \| 0:13 \| 自陣48 \| ビルズ \| 3 \| 7 \| 0:56 \| パント \| — \| — \| — \| — \| — \| \| 4 \| 14:17 \| 自陣10 \| オイラーズ \| 14 \| 75 \| 7:24 \| 第4ダウン失敗 \| — \| — \| — \| — \| — \| \| 4 \| 6:53 \| 自陣26 \| ビルズ \| 7 \| 74 \| 3:45 \| タッチダウン（パス） \| 17 \| ライク→Reed \| キック成功 \| 35 \| 38 \| \| 4 \| 3:08 \| 自陣27 \| オイラーズ \| 11 \| 64 \| 3:08 \| フィールドゴール成功 \| 26 \| Del Greco \| — \| 38 \| 38 \| \| 4 \| 0:12 \| 自陣7 \| ビルズ \| 1 \| -1 \| 0:12 \| 後半終了 \| — \| — \| — \| — \| — \| \| 後半終了 \| \| \| \| \| \| \| \| \| \| \| \| \| \| OT \| 15:00 \| 自陣20 \| オイラーズ \| 3 \| 7 \| 1:38 \| インターセプト \| — \| — \| — \| — \| — \| \| OT \| 13:22 \| 敵陣20 \| ビルズ \| 2 \| 6 \| 1:28 \| フィールドゴール成功 \| 32 \| Christie \| — \| 38 \| 41 \| \| P=プレー数、TOP=タイム・オブ・ポゼッション、PAT=ポイント・アフター・タッチダウン。 アメリカンフットボールの用語集 (en) も参照。 \| P=プレー数、TOP=タイム・オブ・ポゼッション、PAT=ポイント・アフター・タッチダウン。 アメリカンフットボールの用語集 (en) も参照。 \| P=プレー数、TOP=タイム・オブ・ポゼッション、PAT=ポイント・アフター・タッチダウン。 アメリカンフットボールの用語集 (en) も参照。 \| P=プレー数、TOP=タイム・オブ・ポゼッション、PAT=ポイント・アフター・タッチダウン。 アメリカンフットボールの用語集 (en) も参照。 \| P=プレー数、TOP=タイム・オブ・ポゼッション、PAT=ポイント・アフター・タッチダウン。 アメリカンフットボールの用語集 (en) も参照。 \| P=プレー数、TOP=タイム・オブ・ポゼッション、PAT=ポイント・アフター・タッチダウン。 アメリカンフットボールの用語集 (en) も参照。 \| P=プレー数、TOP=タイム・オブ・ポゼッション、PAT=ポイント・アフター・タッチダウン。 アメリカンフットボールの用語集 (en) も参照。 \| P=プレー数、TOP=タイム・オブ・ポゼッション、PAT=ポイント・アフター・タッチダウン。 アメリカンフットボールの用語集 (en) も参照。 \| P=プレー数、TOP=タイム・オブ・ポゼッション、PAT=ポイント・アフター・タッチダウン。 アメリカンフットボールの用語集 (en) も参照。 \| P=プレー数、TOP=タイム・オブ・ポゼッション、PAT=ポイント・アフター・タッチダウン。 アメリカンフットボールの用語集 (en) も参照。 \| P=プレー数、TOP=タイム・オブ・ポゼッション、PAT=ポイント・アフター・タッチダウン。 アメリカンフットボールの用語集 (en) も参照。 \| 38 \| 41 \| | | | | | | | | | | |            |        |
| 開始 | 開始 | 開始 | ボール保持 | ドライブ | ドライブ | TOP | 結果 | 得点内容 | 得点内容 | 得点内容 | 得点       | 得点   |
| Q | 時間 | 地点 | ボール保持 | P | yd | TOP | 結果 | yd | 得点者 | PAT | オイラーズ | ビルズ |
| 1 | 15:00 | 自陣20 | オイラーズ | 14 | 80 | 9:10 | タッチダウン（パス） | 3 | ムーン→Jeffires | キック成功 | 7          | 0      |
| 1 | 5:50 | 自陣44 | ビルズ | 10 | 38 | 4:26 | フィールドゴール成功 | 36 | Christie | — | 7          | 3      |
| 1 | 1:24 | 自陣20 | オイラーズ | 12 | 80 | 7:25 | タッチダウン（パス） | 7 | ムーン→Slaughter | キック成功 | 14         | 3      |
| 2 | 8:59 | 自陣35 | ビルズ | 3 | 4 | 1:13 | パント | — | — | — | —          | —      |
| 2 | 7:46 | 自陣33 | オイラーズ | 5 | 67 | 3:37 | タッチダウン（パス） | 26 | ムーン→Duncan | キック成功 | 21         | 3      |
| 2 | 4:09 | 自陣29 | ビルズ | 12 | 38 | 2:54 | 第4ダウン失敗 | — | — | — | —          | —      |
| 2 | 1:15 | 自陣33 | オイラーズ | 8 | 67 | 1:04 | タッチダウン（パス） | 27 | ムーン→Jeffires | キック成功 | 28         | 3      |
| 2 | 0:14 | 自陣20 | ビルズ | 1 | 4 | 0:14 | 前半終了 | — | — | — | —          | —      |
| 前半終了 | | | | | | | | | | |            |        |
| 3 | 15:00 | 自陣36 | ビルズ | 3 | 12 | 1:41 | インターセプトリターンTD | 58 | McDowell | キック成功 | 35         | 3      |
| 3 | 13:19 | 50 | ビルズ | 10 | 50 | 4:27 | タッチダウン（ラン） | 1 | Davis | キック成功 | 35         | 10     |
| 3 | 8:52 | — | — | — | — | 0:06 | オンサイドキック成功 | — | — | — | —          | —      |
| 3 | 8:46 | 自陣48 | ビルズ | 4 | 52 | 0:50 | タッチダウン（パス） | 38 | ライク→Beebe | キック成功 | 35         | 17     |
| 3 | 7:56 | 自陣31 | オイラーズ | 3 | 3 | 1:55 | パント | — | — | — | —          | —      |
| 3 | 6:01 | 自陣41 | ビルズ | 4 | 59 | 1:55 | タッチダウン（パス） | 26 | ライク→Reed | キック成功 | 35         | 24     |
| 3 | 4:21 | 自陣20 | オイラーズ | 1 | -5 | 0:41 | インターセプト | — | — | — | —          | —      |
| 3 | 3:40 | 敵陣23 | ビルズ | 4 | 23 | 1:40 | タッチダウン（パス） | 18 | ライク→Reed | キック成功 | 35         | 31     |
| 3 | 2:00 | 自陣22 | オイラーズ | 5 | 6 | 1:47 | パント | — | — | — | —          | —      |
| 3 | 0:13 | 自陣48 | ビルズ | 3 | 7 | 0:56 | パント | — | — | — | —          | —      |
| 4 | 14:17 | 自陣10 | オイラーズ | 14 | 75 | 7:24 | 第4ダウン失敗 | — | — | — | —          | —      |
| 4 | 6:53 | 自陣26 | ビルズ | 7 | 74 | 3:45 | タッチダウン（パス） | 17 | ライク→Reed | キック成功 | 35         | 38     |
| 4 | 3:08 | 自陣27 | オイラーズ | 11 | 64 | 3:08 | フィールドゴール成功 | 26 | Del Greco | — | 38         | 38     |
| 4 | 0:12 | 自陣7 | ビルズ | 1 | -1 | 0:12 | 後半終了 | — | — | — | —          | —      |
| 後半終了 | | | | | | | | | | |            |        |
| OT | 15:00 | 自陣20 | オイラーズ | 3 | 7 | 1:38 | インターセプト | — | — | — | —          | —      |
| OT | 13:22 | 敵陣20 | ビルズ | 2 | 6 | 1:28 | フィールドゴール成功 | 32 | Christie | — | 38         | 41     |
| P=プレー数、TOP=タイム・オブ・ポゼッション、PAT=ポイント・アフター・タッチダウン。 アメリカンフットボールの用語集 (en) も参照。 | P=プレー数、TOP=タイム・オブ・ポゼッション、PAT=ポイント・アフター・タッチダウン。 アメリカンフットボールの用語集 (en) も参照。 | P=プレー数、TOP=タイム・オブ・ポゼッション、PAT=ポイント・アフター・タッチダウン。 アメリカンフットボールの用語集 (en) も参照。 | P=プレー数、TOP=タイム・オブ・ポゼッション、PAT=ポイント・アフター・タッチダウン。 アメリカンフットボールの用語集 (en) も参照。 | P=プレー数、TOP=タイム・オブ・ポゼッション、PAT=ポイント・アフター・タッチダウン。 アメリカンフットボールの用語集 (en) も参照。 | P=プレー数、TOP=タイム・オブ・ポゼッション、PAT=ポイント・アフター・タッチダウン。 アメリカンフットボールの用語集 (en) も参照。 | P=プレー数、TOP=タイム・オブ・ポゼッション、PAT=ポイント・アフター・タッチダウン。 アメリカンフットボールの用語集 (en) も参照。 | P=プレー数、TOP=タイム・オブ・ポゼッション、PAT=ポイント・アフター・タッチダウン。 アメリカンフットボールの用語集 (en) も参照。 | P=プレー数、TOP=タイム・オブ・ポゼッション、PAT=ポイント・アフター・タッチダウン。 アメリカンフットボールの用語集 (en) も参照。 | P=プレー数、TOP=タイム・オブ・ポゼッション、PAT=ポイント・アフター・タッチダウン。 アメリカンフットボールの用語集 (en) も参照。 | P=プレー数、TOP=タイム・オブ・ポゼッション、PAT=ポイント・アフター・タッチダウン。 アメリカンフットボールの用語集 (en) も参照。 | 38         | 41     |

この試合は華氏40度（約摂氏4度）とこの季節にしては暖かい気温で開始した。ビルズはケリーの欠場のためプレーオフ初先発となるライクがチームを率い、レギュラーシーズン1487ヤードを走ったビルズのエースランニングバック(RB)のサーマン・トーマスが第1Qに臀部の負傷のためサイドラインに下がった（この試合彼は11回のキャリーで26ヤードに終わった。）。彼の代わりにケネス・デービスが入ったが、ビルズはトータルディフェンス3位のオイラーズ相手にケリー、トーマス抜きで戦う羽目になった。この試合では先発LBのコーネリアス・ベネットも負傷のため欠場している。
オイラーズが前半はゲームを支配した。ムーンは前半22本中19本のパスを成功し220ヤードを獲得、4つのタッチダウン(TD)パスを決めた。ボール支配率もオイラーズはボールを21分12秒コントロールしビルズのハイパーオフェンスを封じた。
最初の攻撃でムーンは7本中6本のパスを成功し80ヤードのドライブで最後はヘイウッド・ジェフリーズへの3ヤードのTDパスを決めてオイラーズが7-0でリードした。その後ビルズのキッカー、スティーブ・クリスティが36ヤードのフィールドゴール(FG)を決めて7-3となったが続くオイラーズの攻撃でムーンはまたも7本中6本のパスを決めて最後はウェブスター・スローターへの7ヤードのTDパスで14-3とリードした。続くビルズの攻撃は3回で抑えられムーンからカーティス・ダンカンへの26ヤードのTDパスで試合は21-3となった。前半残り1分15秒にジェフリーズへのこの日2本目となる27ヤードのTDパスが決まり28-3となり前半が終了した。
ハーフタイムにはメリーランド大学でライクとチームメートだったブーマー・アサイアソンが、ライクは8年前に31点差を逆転したことがあるがNFLのディフェンスはカレッジフットボールのディフェンスとは異なり大変厳しいこととなったと述べた。
後半よりビルズはオイラーズのパス攻撃に対してディフェンスバックを増やして（ニッケル・ディフェンスやダイムディフェンス）対抗するのをやめてシーズン中使用していたオーソドックスな3-4ディフェンス（ディフェンスライン3名及びラインバッカー4名）に切り替えることにした。後半ビルズは自陣36ヤード地点と絶好のフィールドポジションからドライブを開始したが、第3Q開始からわずか1分41秒にオイラーズのディフェンスバックのババ・マクダウェルがキース・マッケラーへのパスをインターセプト(INT)58ヤードをリターンTD、35-3と32点差がついた。地元ビルズの多くのファンは敗戦を確信し、帰途についた。NBCのアナウンサーはプレーオフ最多得点差となった試合はビルズとロサンゼルス・レイダースのAFCチャンピオンシップゲームでの51-3であることを紹介した。
続くビルズの攻撃には天が味方した。アル・デル・グレコがキックオフする直前に強風が吹いてキックオフは失敗、マーク・マドックスがボールをリカバーし、ビルズはフィールド中央からの攻撃権を得た。10プレイで50ヤードを前進し最後はデービスの1ヤードランTDで35-10とビルズの反撃が始まった。このドライブではピート・メッツェラーズへの24ヤードのパス、アンドレ・リードへの16ヤードのパス、4ダウン2からのデービスの5ヤード獲得するランなどがあった。
続くキックオフでクリスティは通常のキックオフの隊形からオンサイドキックを試み自らリカバーし再びビルズが攻撃権を得た。4プレイ目にドン・ビービーへの38ヤードのTDパスが決まり第3Q残り7分56秒で35-17となった。なおビービーはこのプレイの際にサイドラインをいったん割っていることが後に明らかになり本来無効なレシーバーであった。
続く攻撃でオイラーズはこの試合初めてパントを蹴ったがグレッグ・モンゴメリーのパントは強風のため25ヤードしか挽回できずビルズは自陣41ヤードからの攻撃となった。ライクはこの攻撃でジェームズ・ロフトンへの18ヤードパス、その後ビービーへの41ヤードのTDパスはハワード・バラードのフォルス・スタートの反則で無効になったがデービスへのスクリーン・パスで20ヤードを獲得、最後はリードへの26ヤードのTDパスが成功し35-24となった。この10分間でビルズは18プレイで176ヤードを獲得し21点をあげたのに対してオイラーズは3プレイ3ヤードの獲得に留まった。
さらに続くオイラーズの攻撃ではヘンリー・ジョーンズがインターセプトし15ヤードをリターン、オイラーズ陣23ヤードからのビルズの攻撃となった。ここでオイラーズのディフェンスががんばりビルズは3プレイで5ヤードしか前進できず4ダウン5となったがFGを狙わずギャンブルし、リードへのこの日2本目となる18ヤードのTDパスが成功、わずか6分52秒で32点差が4点差の35-31となった。続くオイラーズの攻撃ではダリル・タリーがムーンをQBサックしファンブルを誘った。ボールはオイラーズがリカバーしたがパントに終わりまたしても強風で24ヤードしか挽回できずビルズ陣48ヤードからの攻撃となった。第3Qはビルズが28-7と圧倒しムーンは7本中2本のパスしか成功せず19ヤードしか稼げなかった。
絶好のフィールドポジションから始まったビルズのこの攻撃はパントに終わり、再びムーンの指揮するランアンドシュートオフェンスが効果を発揮し始めた。カールトン・ベイリーがムーンのパスをインターセプトしたがブルース・スミスがラフィング・ザ・パッサーの反則を取られ、ジェフ・ライトがこのドライブでムーンを2回サックしたもののオイラーズは70ヤードを前進しビルズ陣14ヤードまでたどり着いた。ここでアル・デル・グレコがFGを狙ったがホールダーのモンゴメリーがスナップをファンブルし、タリーが70ヤードリターンした（このリターンはコンタクトがあったとしてレフェリーに無効にされ自陣26ヤードからの攻撃となった）。
3ダウン4の状況でライクはオイラーズがパスを警戒していると判断しデービスへのドロープレイを選択し35ヤードを獲得した。このプレイではオイラーズのディフェンスバックのスティーブ・ジャクソンがデービスを止めなければそのままTDとなるところであった。第4Q残り3分08秒でリードへの17ヤードのTDパスが決まりついに38-35とビルズがこの試合初めてリードした。その後ムーンも意地を見せて63ヤードを前進し（4ダウン4でのスローターへの18ヤードパスを含む）、アル・デル・グレコの26ヤードのFGで試合をオーバータイムに持ち込んだ。
オーバータイムではコイントスに勝ったオイラーズが攻撃権を得た。2プレイで7ヤードを進んだムーンはこの日50回目のパスをギビンズに投げたがタリーのプレッシャーで捕球できず、これをネイト・オドムスがインターセプト、さらにジェフリーズがフェイスマスクをつかむ反則で15ヤードの罰退となった。オイラーズ陣20ヤードから開始された攻撃ではデービスのランプレイ2回で前進したビルズが最後クリスティの32ヤードのFGを成功させて41-38でこの試合をものにした。
ライクはこの試合34本中21本のパスを成功し289ヤードを獲得、4TD、1INT、リードは8回のレシーブで136ヤード獲得、3つのTDパスを捕った。（リードはこのシーズン不調でTDパス捕球がわずか3回、ここ11試合では1回しか捕球していなかった。）デービスは68ヤードのラン（1TD含む）、2回のパスキャッチで25ヤードを獲得した。一方、ムーンは50回中36本のパスを成功、371ヤードを獲得、4TD、2INT、ギビンズが9回のレシーブで117ヤードを獲得、ジェフリーズが8回のレシーブ（2TD含む）で98ヤードを獲得した。
| \| 1 \| 14 \| 80 \| 9:10 \| タッチダウン（パス） \| \| 2 \| 12 \| 80 \| 7:25 \| タッチダウン（パス） \| \| 3 \| 5 \| 67 \| 3:37 \| タッチダウン（パス） \| \| 4 \| 8 \| 67 \| 1:04 \| タッチダウン（パス） \| \| 前半終了 \| \| \| \| \| \| 5 \| 3 \| 3 \| 1:55 \| パント \| \| 6 \| 1 \| -5 \| 0:41 \| インターセプト \| \| 7 \| 5 \| 6 \| 1:47 \| パント \| \| 8 \| 14 \| 75 \| 7:24 \| 第4ダウン失敗 \| \| 9 \| 11 \| 64 \| 3:08 \| フィールドゴール成功 \| \| 後半終了 \| \| \| \| \| \| 10 \| 3 \| 7 \| 1:38 \| インターセプト \| |          |          |      |                      |
| # | ドライブ | ドライブ | TOP  | 結果                 |
| # | プレー   | ヤード   | TOP  | 結果                 |
| 1 | 14       | 80       | 9:10 | タッチダウン（パス） |
| 2 | 12       | 80       | 7:25 | タッチダウン（パス） |
| 3 | 5        | 67       | 3:37 | タッチダウン（パス） |
| 4 | 8        | 67       | 1:04 | タッチダウン（パス） |
| 前半終了 |          |          |      |                      |
| 5 | 3        | 3        | 1:55 | パント               |
| 6 | 1        | -5       | 0:41 | インターセプト       |
| 7 | 5        | 6        | 1:47 | パント               |
| 8 | 14       | 75       | 7:24 | 第4ダウン失敗        |
| 9 | 11       | 64       | 3:08 | フィールドゴール成功 |
| 後半終了 |          |          |      |                      |
| 10 | 3        | 7        | 1:38 | インターセプト       |

| \| 1 \| 10 \| 38 \| 4:26 \| フィールドゴール成功 \| \| 2 \| 3 \| 4 \| 1:13 \| パント \| \| 3 \| 12 \| 38 \| 2:54 \| 第4ダウン失敗 \| \| 4 \| 1 \| 4 \| 0:14 \| 前半終了 \| \| 前半終了 \| \| \| \| \| \| 5 \| 3 \| 12 \| 1:41 \| インターセプトリターンTD \| \| 6 \| 10 \| 50 \| 4:27 \| タッチダウン（ラン） \| \| 7 \| 4 \| 52 \| 0:50 \| タッチダウン（パス） \| \| 8 \| 4 \| 59 \| 1:55 \| タッチダウン（パス） \| \| 9 \| 4 \| 23 \| 1:40 \| タッチダウン（パス） \| \| 10 \| 3 \| 7 \| 0:56 \| パント \| \| 11 \| 7 \| 74 \| 3:45 \| タッチダウン（パス） \| \| 12 \| 1 \| -1 \| 0:12 \| 後半終了 \| \| 後半終了 \| \| \| \| \| \| 13 \| 2 \| 6 \| 1:28 \| フィールドゴール成功 \| |          |          |      |                          |
| # | ドライブ | ドライブ | TOP  | 結果                     |
| # | プレー   | ヤード   | TOP  | 結果                     |
| 1 | 10       | 38       | 4:26 | フィールドゴール成功     |
| 2 | 3        | 4        | 1:13 | パント                   |
| 3 | 12       | 38       | 2:54 | 第4ダウン失敗            |
| 4 | 1        | 4        | 0:14 | 前半終了                 |
| 前半終了 |          |          |      |                          |
| 5 | 3        | 12       | 1:41 | インターセプトリターンTD |
| 6 | 10       | 50       | 4:27 | タッチダウン（ラン）     |
| 7 | 4        | 52       | 0:50 | タッチダウン（パス）     |
| 8 | 4        | 59       | 1:55 | タッチダウン（パス）     |
| 9 | 4        | 23       | 1:40 | タッチダウン（パス）     |
| 10 | 3        | 7        | 0:56 | パント                   |
| 11 | 7        | 74       | 3:45 | タッチダウン（パス）     |
| 12 | 1        | -1       | 0:12 | 後半終了                 |
| 後半終了 |          |          |      |                          |
| 13 | 2        | 6        | 1:28 | フィールドゴール成功     |

## スターティングラインアップ
| ヒューストン・オイラーズ                   | ポジション | バッファロー・ビルズ                   |
| ------------------------------------------ | ---------- | -------------------------------------- |
| オフェンス                                 |            |                                        |
| ウォーレン・ムーン Warren Moon             | QB         | フランク・ライク Frank Reich           |
| ロレンゾ・ホワイト Lorenzo White           | RB         | サーマン・トーマス Thurman Thomas      |
| ヘイウッド・ジェフリーズ Haywood Jeffires  | WR-FB      | カーウェル・ガードナー Carwell Gardner |
| ウェブスター・スローター Webster Slaughter | WR         | アンドレ・リード Andre Reed            |
| アーネスト・ギビンズ Ernest Givins         | WR         | ジェームズ・ロフトン James Lofton      |
| カーティス・ダンカン Curtis Duncan         | WR-TE      | ピート・メッツェラーズ Pete Metzelaars |
| ドン・マグズ Don Maggs                     | LT         | ウィル・ウルフォード Will Wolford      |
| マイク・マンチャック Mike Munchak          | LG         | ジム・リッチャー Jim Ritcher           |
| ブルース・マシューズ Bruce Matthews        | C          | ケント・ハル Kent Hull                 |
| ダグ・ドーソン Doug Dawson                 | RG         | グレン・パーカー Glenn Parker          |
| デビッド・ウィリアムズ David Williams      | RT         | ハワード・バラード Howard Ballard      |
| スペシャルチーム                           |            |                                        |
| アル・デルグレコ Al Del Greco              | K          | スティーブ・クリスティ Steve Christie  |
| グレッグ・モンゴメリー Greg Montgomery     | P          | クリス・モーア Chris Mohr              |

| ヒューストン・オイラーズ                | ポジション | バッファロー・ビルズ                    |
| --------------------------------------- | ---------- | --------------------------------------- |
| ディフェンス                            |            |                                         |
| ウィリアム・フラー William Fuller       | LE         | フィル・ハンセン Phil Hansen            |
| レイ・チルドレス Ray Childress          | LDT-NT     | ジェフ・ライト Jeff Wright              |
| ダグ・スミス Doug Smith                 | RDT-RE     | ブルース・スミス Bruce Smith            |
| ショーン・ジョーンズ Sean Jones         | RDE-LB     | カールトン・ベイリー Carlton Bailey     |
| アル・スミス Al Smith                   | MLB-LB     | ダリル・タリー Darryl Talley            |
| エディ・ロビンソン Eddie Robinson       | RLB-DB     | クリフォード・ヒックス Clifford Hicks   |
| クリス・ディッシュマン Cris Dishman     | LCB        | ジェームズ・ウィリアムス James Williams |
| ジェリー・グレイ Jerry Gray             | RCB        | ネイト・オドムス Nate Odomes            |
| ババ・マクドウェル Bubba McDowell       | SS         | ヘンリー・ジョーンズ Henry Jones        |
| マーカス・ロバートソン Marcus Robertson | FS         | マーク・ケルソー Mark Kelso             |
| スティーブ・ジャクソン Steve Jackson    | DB         | カート・シュルッツ Kurt Schulz          |
| ヘッドコーチ                            |            |                                         |
| ジャック・パーディー Jack Pardee        |            | マーブ・リービー Marv Levy              |

## その後
試合翌日、オイラーズのディフェンスコーディネーターのジム・エディとディフェンスバックコーチのパット・トーマスは解雇された。
その後ビルズはスリー・リバース・スタジアムでピッツバーグ・スティーラーズを24-3、ジョー・ロビー・スタジアムでマイアミ・ドルフィンズを29-10で破り、パサデナで行われた第27回スーパーボウルに出場したが、ダラス・カウボーイズに17-52で敗れた。
この試合でスティーブ・クリスティが使用したシューズはオハイオ州カントンにあるプロフットボール殿堂に展示されている。

## トーナメント表
|  | |                                               |                                               |                        |                        |                                     |                                     |                                     |                                    |                                    |                                    |                                      |                                      |                                      |  |  |  |  |
|  | 1993年1月3日 リッチ・スタジアム | 1993年1月3日 リッチ・スタジアム               | 1993年1月3日 リッチ・スタジアム               |                        |                        | 1月9日 スリー・リバース・スタジアム | 1月9日 スリー・リバース・スタジアム | 1月9日 スリー・リバース・スタジアム |                                    |                                    |                                    |                                      |                                      |                                      |  |  |  |  |
|  | 1993年1月3日 リッチ・スタジアム | 1993年1月3日 リッチ・スタジアム               | 1993年1月3日 リッチ・スタジアム               |                        |                        | 1月9日 スリー・リバース・スタジアム | 1月9日 スリー・リバース・スタジアム | 1月9日 スリー・リバース・スタジアム |                                    |                                    |                                    |                                      |                                      |                                      |  |  |  |  |
|  | 1993年1月3日 リッチ・スタジアム | 1993年1月3日 リッチ・スタジアム               | 1993年1月3日 リッチ・スタジアム               |                        |                        | 1月9日 スリー・リバース・スタジアム | 1月9日 スリー・リバース・スタジアム | 1月9日 スリー・リバース・スタジアム |                                    |                                    |                                    |                                      |                                      |                                      |  |  |  |  |
|  | 1993年1月3日 リッチ・スタジアム | 1993年1月3日 リッチ・スタジアム               | 1993年1月3日 リッチ・スタジアム               |                        |                        | 1月9日 スリー・リバース・スタジアム | 1月9日 スリー・リバース・スタジアム | 1月9日 スリー・リバース・スタジアム |                                    |                                    |                                    |                                      |                                      |                                      |  |  |  |  |
|  | 5 | オイラーズ                                    | 38                                            |                        |                        | 1月9日 スリー・リバース・スタジアム | 1月9日 スリー・リバース・スタジアム | 1月9日 スリー・リバース・スタジアム |                                    |                                    |                                    |                                      |                                      |                                      |  |  |  |  |
|  | 5 | オイラーズ                                    | 38                                            | 4                      | ビルズ                 | 24                                  |                                     |                                     |                                    |                                    |                                    |                                      |                                      |                                      |  |  |  |  |
|  | 4 | ビルズ                                        | 41*                                           | 4                      | ビルズ                 | 24                                  |                                     |                                     | 1月17日 ジョー・ロビー・スタジアム | 1月17日 ジョー・ロビー・スタジアム | 1月17日 ジョー・ロビー・スタジアム |                                      |                                      |                                      |  |  |  |  |
|  | 4 | ビルズ                                        | 41*                                           | 1                      | スティーラーズ         | 3                                   |                                     |                                     | 1月17日 ジョー・ロビー・スタジアム | 1月17日 ジョー・ロビー・スタジアム | 1月17日 ジョー・ロビー・スタジアム |                                      |                                      |                                      |  |  |  |  |
|  | |                                               |                                               | 1                      | スティーラーズ         | 3                                   |                                     |                                     | 1月17日 ジョー・ロビー・スタジアム | 1月17日 ジョー・ロビー・スタジアム | 1月17日 ジョー・ロビー・スタジアム |                                      |                                      |                                      |  |  |  |  |
|  | AFC |                                               |                                               |                        |                        |                                     |                                     |                                     | 1月17日 ジョー・ロビー・スタジアム | 1月17日 ジョー・ロビー・スタジアム | 1月17日 ジョー・ロビー・スタジアム |                                      |                                      |                                      |  |  |  |  |
|  | 1993年1月2日 ジャック・マーフィー・スタジアム | 1993年1月2日 ジャック・マーフィー・スタジアム | 1993年1月2日 ジャック・マーフィー・スタジアム | 4                      | ビルズ                 | 29                                  |                                     |                                     |                                    |                                    |                                    |                                      |                                      |                                      |  |  |  |  |
|  | 1993年1月2日 ジャック・マーフィー・スタジアム | 1993年1月2日 ジャック・マーフィー・スタジアム | 1993年1月2日 ジャック・マーフィー・スタジアム | 4                      | ビルズ                 | 29                                  | 1月10日 ジョー・ロビー・スタジアム  |                                     |                                    |                                    |                                    |                                      |                                      |                                      |  |  |  |  |
|  | 1993年1月2日 ジャック・マーフィー・スタジアム | 1993年1月2日 ジャック・マーフィー・スタジアム | 1993年1月2日 ジャック・マーフィー・スタジアム |                        | 2                      | ドルフィンズ                        | 10                                  |                                     |                                    |                                    |                                    |                                      |                                      |                                      |  |  |  |  |
|  | 1993年1月2日 ジャック・マーフィー・スタジアム | 1993年1月2日 ジャック・マーフィー・スタジアム | 1993年1月2日 ジャック・マーフィー・スタジアム |                        | 2                      | ドルフィンズ                        | 10                                  |                                     |                                    |                                    |                                    |                                      |                                      |                                      |  |  |  |  |
|  | 6 | チーフス                                      | 0                                             | AFC チャンピオンシップ | AFC チャンピオンシップ | AFC チャンピオンシップ              |                                     |                                     |                                    |                                    |                                    |                                      |                                      |                                      |  |  |  |  |
|  | 6 | チーフス                                      | 0                                             | AFC チャンピオンシップ | AFC チャンピオンシップ | AFC チャンピオンシップ              | 3                                   | チャージャーズ                      | 0                                  |                                    |                                    |                                      |                                      |                                      |  |  |  |  |
|  | 3 | チャージャーズ                                | 17                                            | AFC チャンピオンシップ | AFC チャンピオンシップ | AFC チャンピオンシップ              | 3                                   | チャージャーズ                      | 0                                  |                                    |                                    | 1月31日 ローズボウル                 | 1月31日 ローズボウル                 | 1月31日 ローズボウル                 |  |  |  |  |
|  | 3 | チャージャーズ                                | 17                                            | AFC チャンピオンシップ | AFC チャンピオンシップ | AFC チャンピオンシップ              | 2                                   | ドルフィンズ                        | 31                                 |                                    |                                    | 1月31日 ローズボウル                 | 1月31日 ローズボウル                 | 1月31日 ローズボウル                 |  |  |  |  |
|  | ワイルドカード・プレーオフ |                                               |                                               |                        |                        |                                     | 2                                   | ドルフィンズ                        | 31                                 |                                    |                                    | 1月31日 ローズボウル                 | 1月31日 ローズボウル                 | 1月31日 ローズボウル                 |  |  |  |  |
|  | ディビジョナル・プレーオフ |                                               |                                               |                        |                        |                                     |                                     |                                     |                                    |                                    |                                    | 1月31日 ローズボウル                 | 1月31日 ローズボウル                 | 1月31日 ローズボウル                 |  |  |  |  |
|  | 1993年1月3日 ルイジアナ・スーパードーム | 1993年1月3日 ルイジアナ・スーパードーム       | 1993年1月3日 ルイジアナ・スーパードーム       | A4                     | ビルズ                 | 17                                  |                                     |                                     |                                    |                                    |                                    |                                      |                                      |                                      |  |  |  |  |
|  | 1993年1月3日 ルイジアナ・スーパードーム | 1993年1月3日 ルイジアナ・スーパードーム       | 1993年1月3日 ルイジアナ・スーパードーム       | A4                     | ビルズ                 | 17                                  | 1月10日 テキサス・スタジアム        |                                     |                                    |                                    |                                    |                                      |                                      |                                      |  |  |  |  |
|  | 1993年1月3日 ルイジアナ・スーパードーム | 1993年1月3日 ルイジアナ・スーパードーム       | 1993年1月3日 ルイジアナ・スーパードーム       |                        | N2                     | カウボーイズ                        | 52                                  |                                     |                                    |                                    |                                    |                                      |                                      |                                      |  |  |  |  |
|  | 1993年1月3日 ルイジアナ・スーパードーム | 1993年1月3日 ルイジアナ・スーパードーム       | 1993年1月3日 ルイジアナ・スーパードーム       |                        | N2                     | カウボーイズ                        | 52                                  |                                     |                                    |                                    |                                    |                                      |                                      |                                      |  |  |  |  |
|  | 5 | イーグルス                                    | 36                                            | 第27回スーパーボウル   | 第27回スーパーボウル   | 第27回スーパーボウル                |                                     |                                     |                                    |                                    |                                    |                                      |                                      |                                      |  |  |  |  |
|  | 5 | イーグルス                                    | 36                                            | 第27回スーパーボウル   | 第27回スーパーボウル   | 第27回スーパーボウル                | 5                                   | イーグルス                          | 10                                 |                                    |                                    |                                      |                                      |                                      |  |  |  |  |
|  | 4 | セインツ                                      | 20                                            | 第27回スーパーボウル   | 第27回スーパーボウル   | 第27回スーパーボウル                | 5                                   | イーグルス                          | 10                                 |                                    |                                    | 1月17日 キャンドルスティック・パーク | 1月17日 キャンドルスティック・パーク | 1月17日 キャンドルスティック・パーク |  |  |  |  |
|  | 4 | セインツ                                      | 20                                            | 第27回スーパーボウル   | 第27回スーパーボウル   | 第27回スーパーボウル                | 2                                   | カウボーイズ                        | 34                                 |                                    |                                    | 1月17日 キャンドルスティック・パーク | 1月17日 キャンドルスティック・パーク | 1月17日 キャンドルスティック・パーク |  |  |  |  |
|  | |                                               |                                               |                        |                        |                                     | 2                                   | カウボーイズ                        | 34                                 |                                    |                                    | 1月17日 キャンドルスティック・パーク | 1月17日 キャンドルスティック・パーク | 1月17日 キャンドルスティック・パーク |  |  |  |  |
|  | NFC |                                               |                                               |                        |                        |                                     |                                     |                                     |                                    |                                    |                                    | 1月17日 キャンドルスティック・パーク | 1月17日 キャンドルスティック・パーク | 1月17日 キャンドルスティック・パーク |  |  |  |  |
|  | 1993年1月2日 HHHメトロドーム | 1993年1月2日 HHHメトロドーム                  | 1993年1月2日 HHHメトロドーム                  | 2                      | カウボーイズ           | 30                                  |                                     |                                     |                                    |                                    |                                    |                                      |                                      |                                      |  |  |  |  |
|  | 1993年1月2日 HHHメトロドーム | 1993年1月2日 HHHメトロドーム                  | 1993年1月2日 HHHメトロドーム                  | 2                      | カウボーイズ           | 30                                  | 1月9日 キャンドルスティック・パーク |                                     |                                    |                                    |                                    |                                      |                                      |                                      |  |  |  |  |
|  | 1993年1月2日 HHHメトロドーム | 1993年1月2日 HHHメトロドーム                  | 1993年1月2日 HHHメトロドーム                  |                        | 1                      | 49ers                               | 20                                  |                                     |                                    |                                    |                                    |                                      |                                      |                                      |  |  |  |  |
|  | 1993年1月2日 HHHメトロドーム | 1993年1月2日 HHHメトロドーム                  | 1993年1月2日 HHHメトロドーム                  |                        | 1                      | 49ers                               | 20                                  |                                     |                                    |                                    |                                    |                                      |                                      |                                      |  |  |  |  |
|  | 6 | レッドスキンズ                                | 24                                            | NFC チャンピオンシップ | NFC チャンピオンシップ | NFC チャンピオンシップ              |                                     |                                     |                                    |                                    |                                    |                                      |                                      |                                      |  |  |  |  |
|  | 6 | レッドスキンズ                                | 24                                            | NFC チャンピオンシップ | NFC チャンピオンシップ | NFC チャンピオンシップ              | 6                                   | レッドスキンズ                      | 13                                 |                                    |                                    |                                      |                                      |                                      |  |  |  |  |
|  | 3 | バイキングス                                  | 7                                             | NFC チャンピオンシップ | NFC チャンピオンシップ | NFC チャンピオンシップ              | 6                                   | レッドスキンズ                      | 13                                 |                                    |                                    |                                      |                                      |                                      |  |  |  |  |
|  | 3 | バイキングス                                  | 7                                             | NFC チャンピオンシップ | NFC チャンピオンシップ | NFC チャンピオンシップ              | 1                                   | 49ers                               | 20                                 |                                    |                                    |                                      |                                      |                                      |  |  |  |  |
|  | |                                               |                                               |                        |                        |                                     | 1                                   | 49ers                               | 20                                 |                                    |                                    |                                      |                                      |                                      |  |  |  |  |
|  | - 対戦カード及びスタジアムはシード順で決定される。 そのラウンドに登場する最上位チームが最下位チームとホームで対戦、残った2チームが上位チームのホームで対戦する。 - スーパーボウル開催地は事前にオーナー会議で決定。 - チーム名の左の数字は、1992年レギュラーシーズンの結果に基づいて決定されたシード順。 - * は延長戦決着 - 日付はアメリカ東部時間 |                                               |                                               |                        |                        |                                     |                                     |                                     |                                    |                                    |                                    |                                      |                                      |                                      |  |  |  |  |

## 参考資料
- DVD NFL Archives: Bills Vs Oilers 1993 AFC Playoffs （2007年11月6日 ワーナー・ホーム・ビデオ）